# Carro coperto

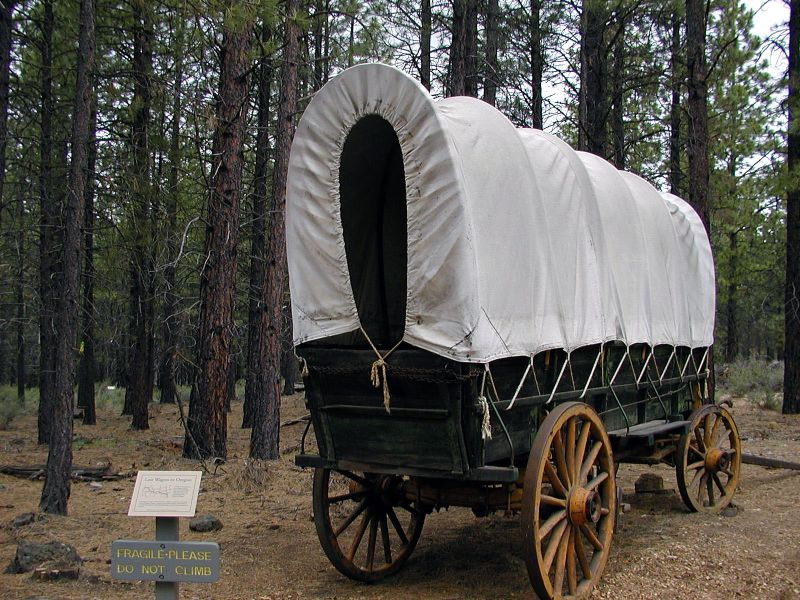
Replica di un Prairie Schooner

Il Prairie Schooner o carro coperto è, insieme con il Conestoga, l'icona dell'espansione verso ovest avvenuta negli Stati Uniti d'America durante la fine del XVIII secolo per tutto il XIX secolo.
Il termine Prairie Schooner (letteralmente "Goletta della Prateria") è un nome di fantasia per questo tipo di carro, pare dovuto ad alcuni scrittori ai quali la tela bianca del carro ricordava la vela di una nave.

## Storia
Un carro "da fattoria" simile al Prairie Schooner era utilizzato comunemente per i piccoli spostamenti dalla metà del XVIII secolo.
Inizialmente chi si spostava verso ovest attraverso le rotte settentrionali del paese utilizzando l'Oregon Trail, il California Trail, o il Mormon Trail, adoperava dei semplici carri "da fattoria" coperti da un telo, quei carri "da fattoria", pur essendo simili sotto molti aspetti ai Prairie Schooners, non offrivano le stesse garanzie di stabilità, efficienza, riparo e manovrabilità; oppure si optava per i robusti Conestoga, ma ben presto ci si rese conto che questi carri che andavano bene per le rotte meridionali qui erano troppo grandi e pesanti per oltrepassare le Montagne Rocciose, infatti gli enormi Conestoga, sfiancavano anche le bestie più robuste prima ancora di aver completato due terzi del viaggio, allora idearono una versione ridotta e semplificata del Conestoga, il Prairie Schooner appunto, grande la metà dell'altro poteva essere smantellato per essere riparato lungo la strada.
I più famosi costruttori di "Golette della Prateria" furono i fratelli Studebacker, ma anche altre ditte si specializzarono nella costruzione di carri per emigranti come Murphy o De Osnabourg.
Generalmente un carro equivaleva a una famiglia mediamente composta di cinque persone, ma famiglie facoltose potevano avere più di un carro che a volte era attaccato dietro al primo come un rimorchio; singoli viaggiatori potevano condividere il viaggio sul carro di un'altra famiglia.
Durante la traversata i carri si raggruppavano in una carovana, nella quale ci si prestava assistenza e protezione reciproca.

## Caratteristiche
Il cassone era fatto con legno resistente per evitare che si ritirasse nell’aria secca delle pianure e dei deserti che gli emigranti dovevano attraversare. Era profondo dai 60 ai 90 cm e con un po’ di catrame poteva essere facilmente reso impermeabile e galleggiare attraverso fiumi tranquilli; le assi laterali erano smussate verso l’esterno per impedire alla pioggia di passare sotto i bordi della copertura e per aiutare a tenere fuori l’acqua durante un guado. Misurava di solito circa 120 cm di larghezza e circa 3 metri e mezzo di lunghezza. Alle fiancate del carro erano sistemati i barili con l’acqua, una zangola per il burro, pale, accette, segoni, scale, un secchio col catrame, un altro con il grasso per i mozzi delle ruote. Sovente c’era anche una cassa con dentro il fieno, munita di un’apposita fessura per nutrire il bestiame. Non mancava mai anche una gabbia per il pollame. Con l’asta e il giogo (o i finimenti) attaccati la sua lunghezza arrivava a circa 7 metri, il passo tra le ruote arrivava a un metro e mezzo; vuoto pesava circa 600 kg. Il corpo del carro era montato sopra due coppie di ruote di differente misure, quelle posteriori misuravano circa 130 cm mentre le ruote anteriori arrivavano ad appena un metro. Le anteriori, più piccole, consentivano di avere un gioco supplementare permettendo al carro di fare delle curve più strette di quanto altrimenti avrebbe potuto fare, senza dovere aver bisogno di un lavoro ulteriore di carpenteria per mantenere in pari la base del carro. Tutte le quattro ruote avevano coperture di ferro per proteggere i cerchioni di legno, che invece erano fatte con legno robusto per evitare il restringimento. In ogni caso, molti emigranti presero l’abitudine (quando potevano farlo) di lasciare a mollo le ruote del carro in fiumi e sorgenti durante la notte, perché non era difficile che l’aria secca e il caldo facessero restringere il legno così tanto che le coperture di ferro si staccassero dalle ruote durante il giorno; con la copertura raggiungeva un’altezza di circa 4 metri, sulle due paratie del carro si montavano cinque o sei grandi archi di legno; in questo modo si creava un grande spazio di forma cilindrica, che era poi coperto con una tela grossa, dotata di buona resistenza di solito costituita di cotone ripiegato in due o più strati per renderlo impermeabile. Solo raramente era dipinta, perché la colorazione faceva indurire il tessuto e ne causava la rottura; la copertura era sempre ben assicurata contro il vento e i suoi bordi erano sovrapposti e venivano srotolati per tenere fuori la pioggia e la polvere. Su alcuni carri la copertura era anche angolata verso l’esterno anteriormente e posteriormente per aggiungere ulteriore protezione all’interno del carro.
Inevitabilmente si rompevano e si guastavano a causa della difficoltà e della lunghezza del viaggio, l’equipaggiamento per effettuare le riparazioni durante il viaggio era portato in un contenitore situato normalmente sotto il sedile del guidatore o attaccato a un fianco del carro. Conteneva, bulloni, seghe, raggi di legno per le ruote, matasse di filo di ferro, trapani e vari utensili nonché una leva a cric per sollevare il carro durante la sostituzione o la riparazione di una ruota.
I carri trasportavano principalmente i beni delle persone. Vi trovavano alloggio anche bambini piccoli, anziani, gli ammalati o i feriti. Chi poteva però preferiva camminare al loro fianco riparandosi all’ombra del carro, piuttosto che salirvi poiché c’era una sola coppia di ammortizzatori su un Prairie Schooner (sotto il sedile del guidatore) la permanenza al suo interno durante il viaggio era particolarmente scomoda.
Se utilizzati per tragitti non troppo lunghi su strade in buone condizioni, per il tiro poteva essere utilizzato un solo cavallo da lavoro o una coppia di cavalli "da carrozza"; il guidatore sedeva sul carro e li governava con le redini.
Nei viaggi più lunghi e su terreno vario si preferiva ricorrere a un tiro da 4 o 6 buoi, diretti da un conduttore che camminava sul lato destro del carro e dirigeva gli animali con comandi verbali o con una frusta; oppure erano usati anche tiri da 6 o 8 muli, che il conducente seduto sul carro guidava con redini.
Nonostante la forza dei cavalli sia superiore a quella di muli e di buoi, questi venivano scelti per diversi motivi, per quanto riguarda i buoi si impantanavano meno sui terreni fangosi per la conformazione del loro zoccolo, i muli invece erano animali più robusti alle malattie rispetto ai cavalli, da non dimenticare anche che entrambe le tipologie di animali costavano meno sia all'acquisto sia per il mantenimento in confronto ai cavalli, infine non erano bestie troppo gradite dai razziatori pellerossa.